# Jul jul jul
Jul jul jul, med undertiteln Julspektakel med tomtar och stjärnor, är en julshow med Galenskaparna och After Shave samt gästartister. I november–december 2000 kunde publiken fira jul med Galenskaparna och After Shave i julvaritén Jul Jul Jul som spelades på Lorensbergsteatern i Göteborg. I övrigt medverkade Carl-Einar Häckner, cykelakrobaten Malte Knapp, jonglören Johan Wellton samt Lisa Alvgrims steppgrup SLAM. After Shave och Galenskaparnas texter skrevs av Claes Eriksson, Knut Agnred och Jan Rippe.
Inför julen 2001 spelades föreställningen på Chinateatern i Stockholm.